# Mesosemia nyctea
Mesosemia nyctea is een vlindersoort uit de familie van de prachtvlinders (Riodinidae), onderfamilie Riodininae.
Mesosemia nyctea werd in 1818 beschreven door Hoffmansegg.